# Коченёво
Коченёво — рабочий посёлок в Новосибирской области. Административный центр Коченёвского района. Образует городское поселение рабочий посёлок Коченёво.
Население — 17 053 чел. (2021). Третий по населению из рабочих посёлков Новосибирской области после Краснообска (29 086) и Линёво (17 779).

## Этимология
Получило название по фамилии первых жителей. В Списке населённых мест 1859 года отмечается деревня Коченёва.

## География
Коченёво находится в 50 км к западу от Новосибирска. Рядом с посёлком пролегает автомобильная дорога федерального значения М51 «Байкал». Также через Коченёво проходит Транссибирская магистраль, на которой располагается железнодорожная станция.

## История
Коченёво основано в 1650 году как село Камышинка. Дата основания некоторыми историками считается спорной. В конце XIX века через село проложена Транссибирская магистраль, и в 1896 году появилась одноимённая станция. В 1897 году рядом со станцией построена водонапорная башня, которая сейчас считается одной из главных достопримечательностей посёлка. В 1898 году возведена деревянная однопрестольная церковь во имя Архистратига Михаила. В 1909 году появилась первая аптека, в 1910 году — изба-читальня, а в 1927 году открыта первая семилетняя школа. В 1949 году бывшее здание церкви сгорело во время пожара. С 1960 года Коченёво имеет статус посёлка городского типа.
С 1941 по 1961 годы в поселке работал военный аэродром, где в годы Великой Отечественной войны было подготовлено 1107 боевых летчиков. В послевоенное время на территории аэродрома тренировались курсанты авиационного училища летчиков, в числе которых были будущие летчики-космонавты Герман Титов, Павел Попович, Борис Волынов.

## Население
| 1959    | 1970    | 1979    | 1989    | 2002    | 2007    | 2009    | 2010    | 2012    |
| ------- | ------- | ------- | ------- | ------- | ------- | ------- | ------- | ------- |
| 9419    | ↗12 058 | ↗13 079 | ↗15 048 | ↗16 510 | ↘16 352 | ↗16 583 | ↘16 374 | ↗16 442 |
| 2013    | 2014    | 2015    | 2016    | 2017    | 2018    | 2019    | 2020    | 2021    |
| ↗16 558 | ↘16 498 | ↗16 580 | ↗16 768 | ↗16 956 | ↗17 111 | ↗17 180 | ↗17 272 | ↘17 053 |

## Экономика
Главное предприятие посёлка — «Коченёвская птицефабрика», занимающее 77 место в рейтинге наиболее крупных и эффективных предприятий по производству мяса птицы в России (клуб «Мясо птицы-100», 2004—2006).

## Достопримечательности
- Краеведческий музей, открытый в 2004 году, у стен которого в 2012 году размещена спускаемая капсула космического корабля и серебристая стела с уходящей ввысь ракетой[24].
- Музей истории космонавтики, открытый в 2019 году[5].

## СМИ
- Газета «Коченёвские вести» (прежнее название — «К новым победам») — периодическое издание, основанное в 1932 году. Выходит один раз в неделю[25][26][27].

## Связь
Сотовая связь в посёлке представлена операторами:
- МТС (4G)
- Мегафон (3G)
- Билайн (4G)
- TELE2 (4G с сентября 2016)

Услуги проводной телефонной связи предоставляет Новосибирский филиал ОАО «Ростелеком».
Широкополосный доступ в интернет и IP-телевидение доступны практически всем жителям частного сектора от оператора «ИНЕТИКА».

## Люди, связанные с посёлком
- Аргунов, Николай Филиппович (1919—1944) — Герой Советского Союза.
- Герман, Сергей Эдуардович (род. в 1961 г.) — русский писатель, публицист, член Союза писателей России.
- Максимова, Лариса Львовна (1943—2025) — российский математик.
- Яковлева, Ольга Витальевна (1970—2015) — японская эстрадная певица, выступавшая под псевдонимом Орига.